# Primära somatosensoriska barken

Primära somatosensoriska barken (även primära somatosensoriska cortex, Brodmanns area 3-1-2 eller känselbarken) är den del av cortex som främst är förknippad med mottagande och bearbetning av impulser från känselreceptorer. Detta kan exempelvis gälla taktil stimulans, känselintryck från kroppens inre organ eller information om var de olika kroppsdelarna befinner sig i förhållande till varandra. Primära somatosensoriska barken sitter i parietallobens framkant, precis intill centralfåran. Angränsande områden är primära motoriska barken, som ligger i frontallobens bakre del, och associativ somatosensorisk bark, som befinner sig på andra sidan, åt nackloben till. Den kan liknas vid ett band som löper vertikalt från längsgående hjärnspringan ner till sidofåran.
Den primära somatosensoriska barken kan delas upp i fyra vertikala remsor som ligger intill varandra. Dessa är, från vänster till höger, Brodmanns area 3a, 3b, 1 och 2. Varje area domineras av respons till en viss sorts receptorer i kroppen. Area 3a tar mest emot sensorisk information från musklerna, till exempel angående deras position och rörelse. Area 3b representerar både långsamt och snabbt anpassningsbara receptorer i huden, medan area 1 främst tar emot impulser från snabbt anpassningsbara hudreceptorer. I area 2 behandlas information relaterad till tryck och kroppens leder. 
Vidare kan den primära somatosensoriska barken delas upp horisontellt, i olika delar som bildar en somatosensorisk karta. På kartan finns kroppsdelarna representerade på olika platser, av olika storlek. Till exempel återfinns regionen som representerar känsel i ögon och mun i den ventrala delen av den barken. Mittenpartiet tar emot information angående känsel i händer och fingrar, medan den dorsala delen av den primära somatosensoriska barken representerar fötter. De olika regionernas storlek varierar beroende på den relativa känsligheten i olika kroppsdelar, vilket avgörs av densiteten hos de somatosensoriska receptorerna. Exempelvis är regionerna som representerar tungan och fingrarna förhållandevis väldigt stora, medan regionerna som motsvarar bålen och benen är betydligt mindre.

## Nervimpulsens väg till primära somatosensoriska barken
Vid lätt beröring eller tryck på exempelvis ett finger reagerar somatosensoriska receptorer i huden. De somatosensoriska neuronerna som utgör systemet för tryck och beröring har relativt stora och kraftigt myeliniserade nervtrådar. Dessa neuroners cellkroppar sitter i dorsalrotsganglierna, medan dendriterna går ut till känselreceptorerna i huden, och axonen leder informationen vidare till ryggmärgen. Via den dorsala kolumnen i ryggmärgen skickas signalen vidare uppåt, till nederdelen av hjärnstammen. Därifrån förmedlas informationen vidare, via mediala lemniscus, till thalamus. Sista steget sker sedan när impulsen, som alltså började i känselreceptorer i huden på fingret, skickas från thalamus till primära somatosensoriska barken. Därefter inleds informationsbearbetningen av fingerberöringen. Detta sker tillsammans med den angränsande associativa somatosensoriska barken och andra delar av cortex.

## Symtom vid skador
Skador på den primära somatosensoriska barken är förknippade med en rad allmänna nedsättningar i känselsinnet. Bland dessa kan nämnas förhöjd smärttröskel, försämrat positionssinne och brist på tryckkänslighet. Ett möjligt tillstånd är afferent pares, vilket leder till klumpiga fingerrörelser på grund av en avsaknad av information om fingrarnas exakta positioner. Ett annat exempel är astereognosi, som innebär en oförmåga att känna igen föremål enbart med hjälp av känseln.